# Żelazno (zámek)
Pałac w Żelaźnie (německy Schloss Eisersdorf) je zámek z 18. století, nacházející se v obci Żelazno, gmině Kladsko, v Dolnoslezském vojvodství v Polsku.

## Historie
Zámek v Żelazně byl postaven v barokním stylu v letech 1797–1798 královským radou Franzem Arbogastem Hoffmannem. Byl postaven na místě bývalého panského dvora, který vyhořel za třicetileté války. V roce 1808 zámek získal Albert von Biberstein, který se oženil s Hoffmannovou vdovou.
V roce 1835 zámek koupil Hermann Dietrich Lindheim, majitel mnoha přádelen, továren a oceláren. Z jeho iniciativy byl přes zámecký park prokopán kanál, který vedl vodu z řeky Biała Lądecka do přádelen v nedalekých Krosnowicích, jež mu patřily.
V roce 1860 zámek prodali synové zesnulého Lindheima svému švagrovi Hugu von Löbbeckeovi, který převzal i závody v Krosnowicích a Ołdrzychowicích. 
V letech 1869–1871 zámek přestavěl Karl Schmidt. Mezi roky 1883 a 1905 byl zámek znovu rozšířen. Bylo přistavěno jedno křídlo a průčelí budovy bylo ozdobeno reprezentativním portikem se čtyřmi sloupy podpírajícími balkon.
Po 2. světové válce bylo v paláci muzejní úložiště a od roku 1952 rekreační sídlo nedaleké huti. V letech 1970–1978 byla budova zrekonstruována. Od ledna 1994 do prosince 2012 bylo zařízení ve vlastnictví společnosti Centrala Zaopatrzenia Hutnictwa SA Katowice. V současné době (2021) je zámek ve vlastnictví skupiny Tanzanit.

## Architektura
Jedná se o dvoukřídlou stavbu s válcovou věží v jihozápadním nároží. Průčelí jsou členěna dvojicemi pilastrů. Vstup zvýrazňuje čtyřsloupový portikus s terasou. 
V některých místnostech se dochovaly valené klenby s lunetami a fragmenty novobarokní štukové výzdoby.